# 民法典 (ドイツ)

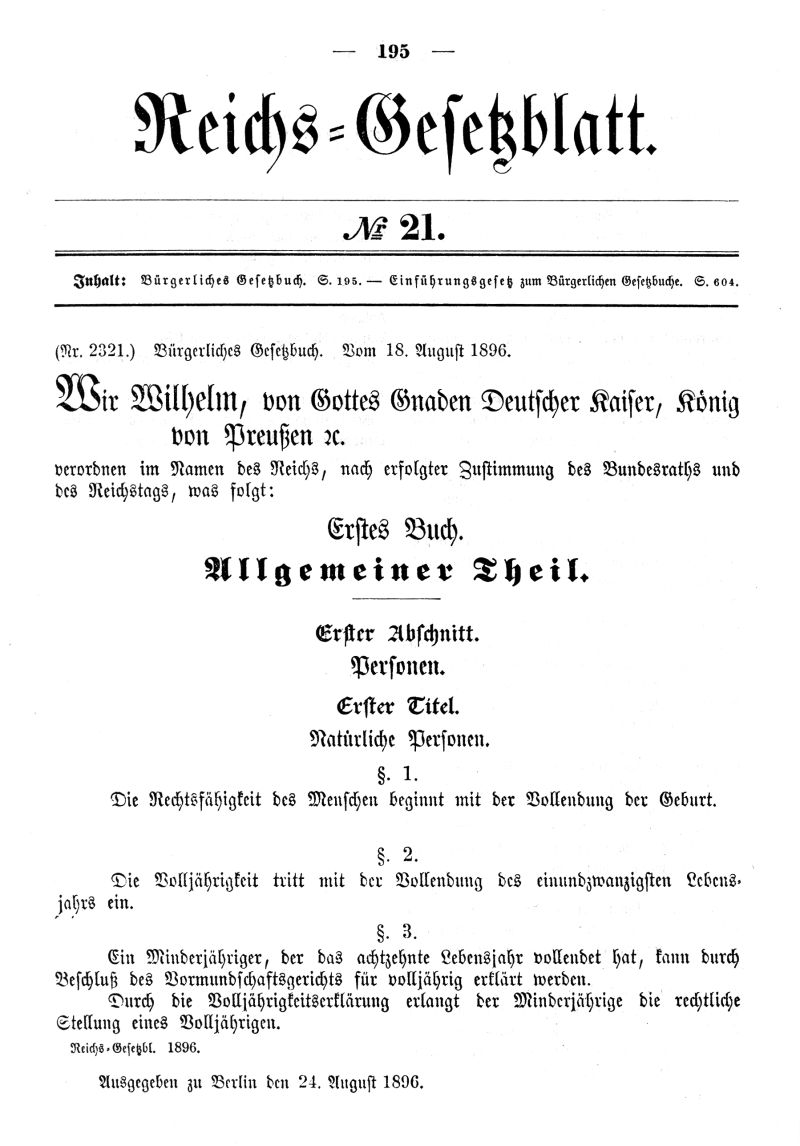

本項では、ドイツの民法典（みんぽうてん、独: Bürgerliches Gesetzbuch、BGB）について解説する。

## 概要
民法典は、ドイツ民法の最も重要な法源である。現在の編別は以下のとおりである。
1. 第1編 総則[注 1]
2. 第2編 債務関係法[注 2]
3. 第3編 物権法[注 3]
4. 第4編 親族法[注 4]
5. 第5編 相続法[注 5]

ドイツ民法を継受した日本民法と異なり、債権法ではなく「債務関係法」と呼んでおり（普通は「債務法」という）、しかも、その債務法が物権法よりも前にある。「物権法」と訳しているものも、逐語的には「物の法」であり、ローマ法の伝統が感じられる概念である。親族法と訳しているものもまた、逐語的には「家族法」であり、日本の講学上の「家族法」概念が親族法と相続法の双方を包含するのとは用法が異なる。このような構成は、ローマ法大全に由来するパンデクテン方式と呼ばれ、同じ大陸法系でもフランスが採用する法学堤要方式と対比され、高度な抽象性と演繹的な体系性が特徴とされている。
BGBは、様々な社会の変動にもかかわらず、100年に及ぶ長い期間大きな改正はなされていなかったが、判例や特別法による修正は限界がきているとされており、EUの「消費者物の売買と保証に関する指令」で2002年1月までに瑕疵担保責任の整備が求められていたことから、民法の大学教授の反対を押し切り、2002年に債務法の改正がなされた。およそ300条に及ぶ大改正であったが、これほどの大改正をする必要があったかについては、学界及び実務界で現在もなお大きな争いがあり、その評価が定まったものとはいえない。
判例上認められてきた契約締結上の過失、行為の基礎の喪失（事情変更の原則）についての明文の規定を置いた。
伝統的に、履行遅滞、履行不能、積極的債権侵害に分けられていた給付障害を積極的債権侵害に統一し、義務違反という概念にまとめたが、損害賠償請求については、過失責任の原則を維持した。過失の証明責任については、義務違反につき過失が存在しないこと常に債務者が立証しなければならないとして統一した明文の規定を置いた。損害については、従来からの差額仮定の概念を前提としつつ、債権者が給付保持の信頼の下に適正に行なった支出の賠償を請求できるとして例外を設けた。
瑕疵担保責任については一般の給付障害に含まれるものと規定され、買主はまず追完請求をなすべきものとされ（無過失責任）、売主が追完に過分な費用がかかるとしてこれを拒絶した場合には、代金減額請求権を行使できる。また、損害賠償については過失を要するものとした上で、給付義務違反が重大な場合に限り解除ができるものとした。「瑕疵」の概念も明確化を図り、例えば取扱説明書の内容が不十分なため買主が組み立てに失敗して毀損した家具についても、瑕疵が認められることになった。このような家具を売っているイケアになぞらえてイケア条項と呼ばれている。瑕疵担保責任の時効期間は原則として2年に延長された。
時効については、時効期間を従来の請求権の30年から3年に大幅に短縮する一方、他方で時効の起算点を請求権の客観的な発生時点から、請求権を基礎づける事情について知り、または重大な過失により知ることができた時点から起算するとして主観的要件を課すものに変更した。中断、停止についても大きな変更がなされている。
解除効果法については、約定解除と法定解除を統一的に規定し、従来解除権者に帰責事由のある返還物の滅失毀損につき解除権の喪失を定めたいたのを価格賠償義務を負うものとした。
特別法との関係では、消費者保護に関する法律及び命令、普通取引約款法、通信販売法、訪問販売法、一時的住居権契約法がBGBの中に編入され、電子取引に関する規定が追加された。
ほかに請負契約も変更がなされている。

## 日本民法との関係
日本民法（財産法）は、立法及び解釈の上でドイツ民法から大きな影響を受けている。しかし、物権変動につき無因主義を採るなどの点で、部分的には日本民法と大きく異なるところもある。
明治民法家族法の大きな特徴である戸主制・家督相続はドイツ民法典には存在しない。家父長制は残っていたが、先行のナポレオン民法典に比べると大幅に弱体化しており、妻の地位もドイツの方が高かった。相続法でも明治民法起草につき独民法草案が頻繁に参照されたが、その割にはさほど反映されていない。
なおドイツ民法典の前身の一つであるプロイセン（普魯西）法典については、梅謙次郎の説明によると、明治民法起草に際して一応参照されたものの、ドイツ民法草案やザクセン民法典などと異なりもっぱら批判的に扱われたとされ、日本民法典への影響は否定されている。仏法系の旧民法もドイツ法系を参照した形跡は無い。

## ドイツ民法の歴史
「ドイツ民法」は、実質的な意味においてはドイツにおける私法の一般法を指し、形式的な意味においては民法典を指す。
もっとも、「ドイツ」という概念は歴史上きわめて不明確であるが、歴史を遡るときは通常ドイツ民族の神聖ローマ帝国が念頭に置かれている。
- ローマ法の継受（ドイツ語版）
- バイエルン・マクシミリアン民法典（ドイツ語版）、1756年）
- プロイセン一般ラント法（ALR、1794年）
- フランス・ナポレオン民法典（1804年）
- オーストリア一般民法典（ABGB、1811年）
- 法典論争（サヴィニー・ティボー論争、1814年）
- ドイツ民法典（1900年1月1日施行）
- 債務法現代化法[注 20]（2002年1月1日施行）